# Norra Lundby landskommun
Norra Lundby landskommun var en tidigare kommun i dåvarande Skaraborgs län.

## Administrativ historik
Kommunen inrättades i Lundby socken  i Valle härad i Västergötland när 1862 års kommunalförordningar trädde i kraft.
Namnet var före 17 april 1885 Lundby landskommun. 
Vid kommunreformen 1952 uppgick kommunen i Valle landskommun som 1971 uppgick i Skara kommun.